# Borne milliaire de Brossel
La borne milliaire de Brossel ou du Broc est une pierre dressée située sur la commune du Broc (Puy-de-Dôme).
Bien que anépigraphe, c'est-à-dire ne portant pas d'inscription permettant de la dater avec certitude, de nombreux archéologues antiquisant la considèrent comme une borne milliaire romaine car elle en a de nombreuses caractéristiques (dimensions, localisation, etc.).

## Description
Selon Pierre-François Fournier, qui a dégagé le bloc, il fait 1,96 m de haut pour un diamètre de 0,60 m et a une embase carrée de 0,75 m de côté.
Jean-Claude Béal indique qu'il est en arkose homogène et grise, à grains assez grossiers. Il ajoute que l'arkose est « assez couramment employée par défaut à l’époque romaine », et que plusieurs milliaires de la région sont taillés dans ce matériau. On signale que Béal note par erreur que Pierre-Pardoux Mathieu aurait considéré que la pierre était en granit.
Aucun texte n'est lisible, ou n'a été signalé lisible, sur ce monolithe.

## Localisation
La pierre est située sur la commune du Broc, au lieu-dit la Pierre-Fichade (cad. D 335), à quelques centaines de mètres à l'est du hameau de Brossel et à proximité de l'agglomération secondaire romaine de la Blanède connue par des prospections pédestres et aériennes.

## Historique
La colonne figure sur le cadastre napoléonien.
Pierre-Pardoux Mathieu se rend sur place, avant 1856, à l'occasion de son étude sur les colonies romaines en Auvergne. Il note que la « petite voie romaine de Clermont à Brioude » dont « le pavé s'y voit encore », « passe devant une grande pierre longue, dressée à côté de Brossel, et que l’on a regardée comme une colonne milliaire, bien qu’elle ne porte aucune inscription. Les gens du voisinage l'appelle Peiro levado, Pierre levée, dénomination appliquée presque partout aux monolithes druidiques. C'est donc un Menhir qui a pu, après la suppression légale du druidisme, servir de borne aux possessions coloniales. »
Les auteurs des corpus d'inscriptions latines du XIXe siècle et du XXe siècle (comme Gerold Walser (de) dans le volume 17-2 du CIL de 1986), n'ont pas retenu cette pierre dans leurs recensements, même pas en tant qu'anépigraphe hypothétique.
En 1945; elle est sommairement déterrée par Pierre-François Fournier qui lui consacre un article dans lequel il développe l'hypothèse qu'une plaque gravée a pu être apposée sur la borne, ce que corroboreraient les quelques trous qui l'ont endommagée. Néanmoins, ce même auteur reste prudent et qualifie de simples conjectures le fait de considérer romains aussi bien la borne que le chemin la longeant. 
Cependant, du fait de sa proximité avec la voie romaine qui passe plus au sud sur l'agglomération de la Croix de la Pierre, de la forme de son embase, et de la proximité de l'agglomération romaine de Blanède, des chercheurs actuels sont convaincus que la pierre est effectivement une borne milliaire romaine 
En 1951, elle est inscrite sous le nom de "borne milliaire romaine" dans la Base Mérimée des Monuments Historiques. En 1994, Christine Mennessier-Jouannet et Michel Provost, auteurs de la Carte archéologique de la Gaule du Puy-de-Dôme' la citent comme telle.
De même que Jean-Claude Béal en 2013. En 2016,  Marion Dacko intègre également cette pierre dans son corpus des bornes milliaires arvernes.

## Protection
La borne est classée au titre des monuments historiques en 1951.